# 윌리엄 웨슬리 피터스
윌리엄 웨슬리 피터스(William Wesley Peters, 1912년 6월 12일 ~ 1991년 7월 17일)는 미국의 건축가이자 엔지니어로, 그의 장인이었던 프랭크 로이드 라이트의 제자이자 보호자였다.

## 어린 시절
친구들과 동료들에게는 "웨스"로 알려진 그는 1912년 6월 12일 테레호테에서 태어났다. 그는 프레더릭 로머 피터스와 클레어 애들레이드(본명 마게단트) 피터스 사이에서 태어난 두 자녀 중 장남이었다. 그의 여동생 마게단트 피터스는 샌프란시스코 주립 대학교의 9대 총장이었으며 캘리포니아주 미국 상원의원으로 재직했던 S. I. 하야카와의 아내였다. 그의 어머니는 편집자이자 활동가였고, 오하이오주 출신이자 감리교 목사의 아들이었던 그의 아버지는 Evansville Press와 Terre Haute Post의 창립 편집자였으며, 나중에 인디애나 저널리즘 명예의 전당에 헌액되었다.
그는 Evansville College (현재 Evansville University)에서 교육을 받았고 매사추세츠 공과대학교에서 2년간 공부했다.

## 경력
매사추세츠 공과대학교로 돌아가는 대신 피터스는 위스콘신주 스프링그린으로 가서 1932년에 시작된 프랭크 로이드 라이트의 탈리에신 펠로십에 첫 제자로 합류했다. 라이트는 자신의 자서전에서 피터스에 대해 다음과 같이 썼다: 
펠로십에 가장 먼저 온 사람 중 한 명으로, 키가 크고 눈이 검은 젊은이가 탈리에신에 나타났다. 그는 에반스빌 편집자의 아들이었다… 이 청년은 매사추세츠 공과대학교에서 공학 과정을 마치고 왔으며, 탈리에신이 지향하는 이념에 대한 열정적인 충성의 샘이었다. 그는 곧 모든 일에서 선두에 섰다. 그의 마음은 민첩했고, 그의 성격은 독립적이고 관대했다. 그는 젊었다—약 19살…
그는 평생 동안 라이트 조직에 극도로 충성했다.
그의 업적 중에는 페이엣군 (펜실베이니아주) 스튜어트 타운십에 있는 낙수장과 러신 (위스콘신주)에 있는 Johnson Wax Administration Building의 건설에서 라이트를 도운 것이 있다. 피터스는 뉴욕의 솔로몬 R. 구겐하임 미술관과 존슨 왁스 연구소 타워 등 여러 프로젝트의 구조 설계를 담당했다. 그와 Taliesin Associates는 루이빌의 Kaden Tower, 산호세 (캘리포니아주)의 San Jose Center for the Performing Arts, 그리고 새러소타의 Van Wezel Performing Arts Hall을 설계한 것으로 알려져 있다.
피터스는 또한 샴스 팔라비 공주의 요청으로 이란 테헤란에 있는 Pearl Palace를 설계했다.

### 말년
1959년 라이트가 사망한 후, 피터스는 Taliesin Associated Architects의 의장이 되었고, 1985년에는 프랭크 로이드 라이트 재단의 의장이 되어 1991년 사망할 때까지 재직했다.
1990년, 그는 뤼베크의 볼프강 폰 프리덴에게 자신의 삶과 업적, 그리고 무라노의 유리 장인들의 도움으로 펄 궁전을 완성하는 데 기여한 부분에 대해 인터뷰했다.

## 개인 생활

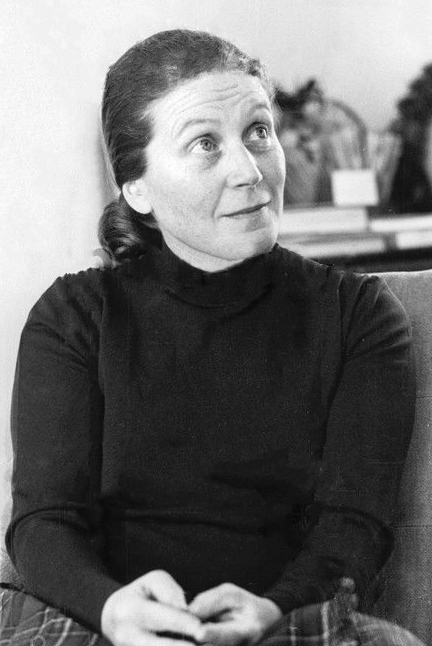
피터스의 두 번째 아내, 스베틀라나 알릴루예바, 1970년

1935년, 피터스는 막 18세가 된 라이트의 의붓딸 스베틀라나 힌젠베르크 라이트(1917–1946)와 결혼했다. 스베틀라나와 웨스는 두 자녀를 두었다:
- 브랜도흐 피터스 (1941–2022), 대부분의 성인 생활을 양을 기르는 데 보낸 첼로 신동.[8]
- 다니엘 피터스 (1944–1946), 어머니와 함께 자동차 사고로 두 살 때 사망.[9]

셋째 아이를 임신 중이던 스베틀라나와 아들 다니엘은 1946년 자동차 사고로 사망했으며, 이후 피터스는 다른 아들 브랜도흐를 길렀다. 그러나 피터스가 출장으로 자주 여행했기 때문에 브랜도흐는 대부분의 청소년기를 라이트 부부와 함께 보냈다.
피터스는 나중에 그의 전 장모 Olgivanna Lloyd Wright가 주선한 결혼으로 이오시프 스탈린의 막내이자 유일한 딸인 스베틀라나 알릴루예바(1926–2011)와 잠시 결혼했다. 1970년 4월 12일 결혼 전, 알릴루예바는 소련에서 망명하여 아버지의 폭정 통치를 부정하고 1967년에 미국으로 왔다. 1973년 이혼하기 전, 부부는 딸 한 명을 두었다:
- 올가 피터스 (나중에 크리스 에반스로 알려짐) (1971년생).[14]

### 유산
Paradise Valley, Arizona에 본부를 둔 The School of Architecture (이전에는 탈리에신에 있었음)의 윌리엄 웨슬리 피터스 도서관은 32,000권 이상의 장서를 소장하고 있으며, 그의 이름을 따서 명명되었다.